# Bisdom Mbulu

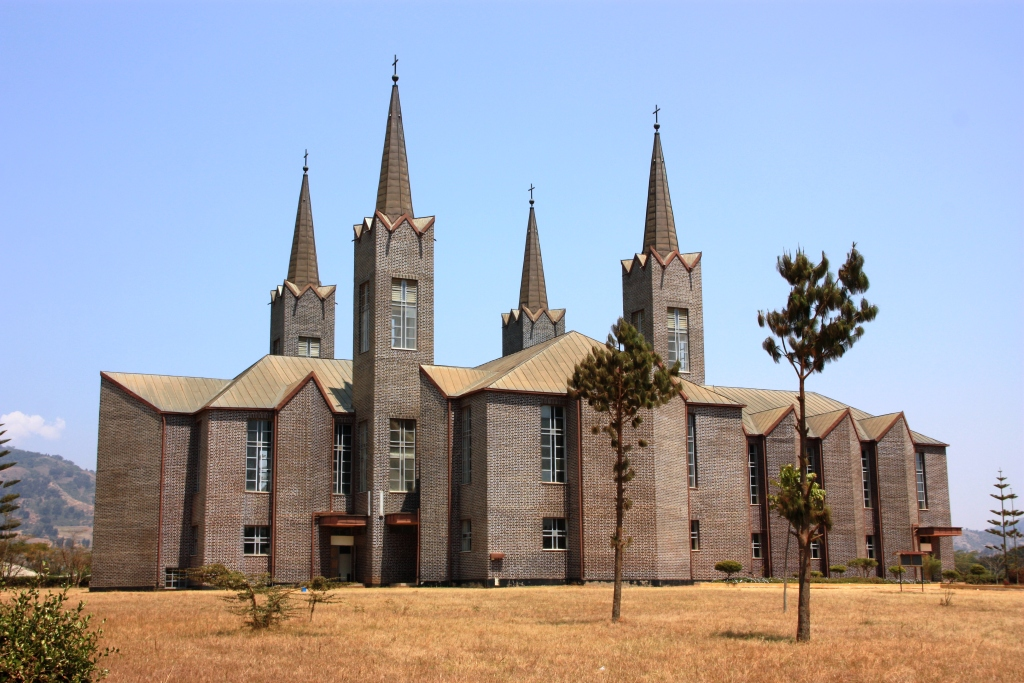
Kathedraal van Mbulu

Het bisdom Mbulu (Latijn: Dioecesis Mbuluensis) is een rooms-katholiek bisdom met als zetel Mbulu in Tanzania. Het is een suffragaan bisdom van het aartsbisdom Arusha.
In 1943 werd de apostolische prefectuur Mbulu opgericht. In 1952 werd dit een apostolisch vicariaat en het jaar erop een bisdom. De eerste bisschop was de Ierse pater Patrick Winters.
In 2019 telde het bisdom 50 parochies. Het bisdom heeft een oppervlakte van 16.045 km² en telde in 2019 1.368.000 inwoners waarvan 24,4% rooms-katholiek was. 

## Bisschoppen
- Patrick Winters, S.A.C. (1953-1971)
- Nicodemus Atle Basili Hhando (1971-1997)
- Jude Thadaeus Ruwa’ichi, O.F.M. Cap. (1999-2005)
- Beatus Kinyaiya, O.F.M. Cap. (2006-2014)
- Anthony Gaspar Lagwen (2018-)